# Solarus (moteur de jeu)
Chronologie des versions
2.0.0
Solarus est un moteur de jeu multiplateforme, spécialisé dans les graphismes 2D et le genre Action-RPG. Il est publié sous licence libre et open source.

## Fonctionnalités
Solarus offre une API en Lua, couvrant les principaux aspects du développement de jeu : audio, vidéo, inputs, mouvements, etc. Il possède également toute une partie de l'API spécifiquement dédiée au genre Action-RPG et ses divers éléments récurrents : trésors, interrupteurs, blocs, etc. Un jeu fait avec Solarus est appelé une quête. Si la plupart de ses fonctionnalités d'origine sont orientées vers la création de jeux inspirés et reprenant les principaux éléments des jeux Zelda (2D), le moteur et l'API évoluent progressivement vers une approche plus libre et modulable.
Un éditeur de jeu nommé Solarus Quest Editor est disponible afin d'aider au développement de jeux avec Solarus. Il intègre en son sein plusieurs fonctionnalités, entre autres un éditeur de maps, un éditeur de sprites et un éditeur de tilesets.

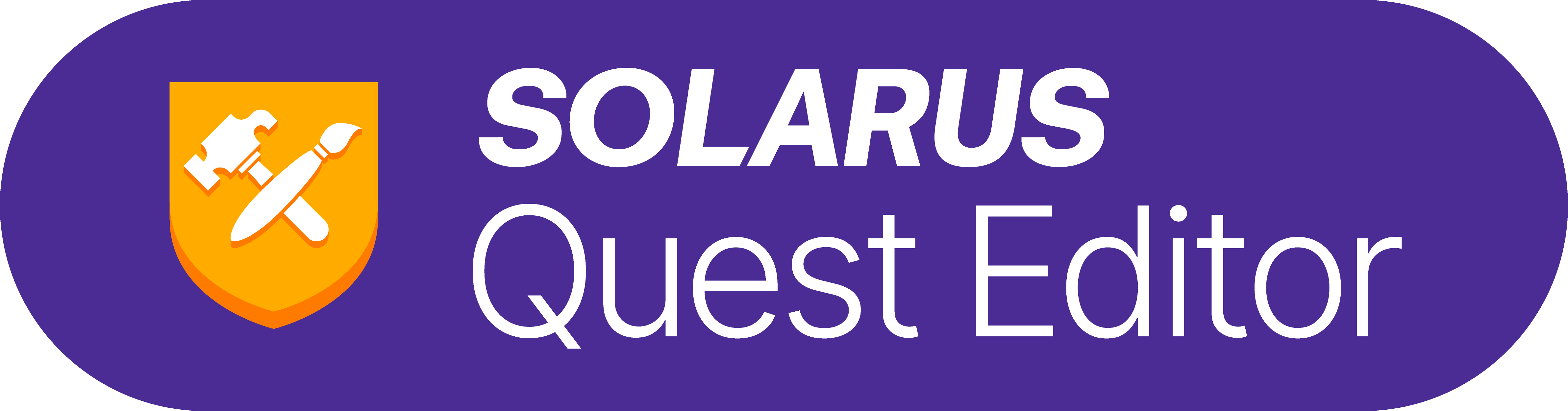
Logo de l'éditeur de jeu de Solarus

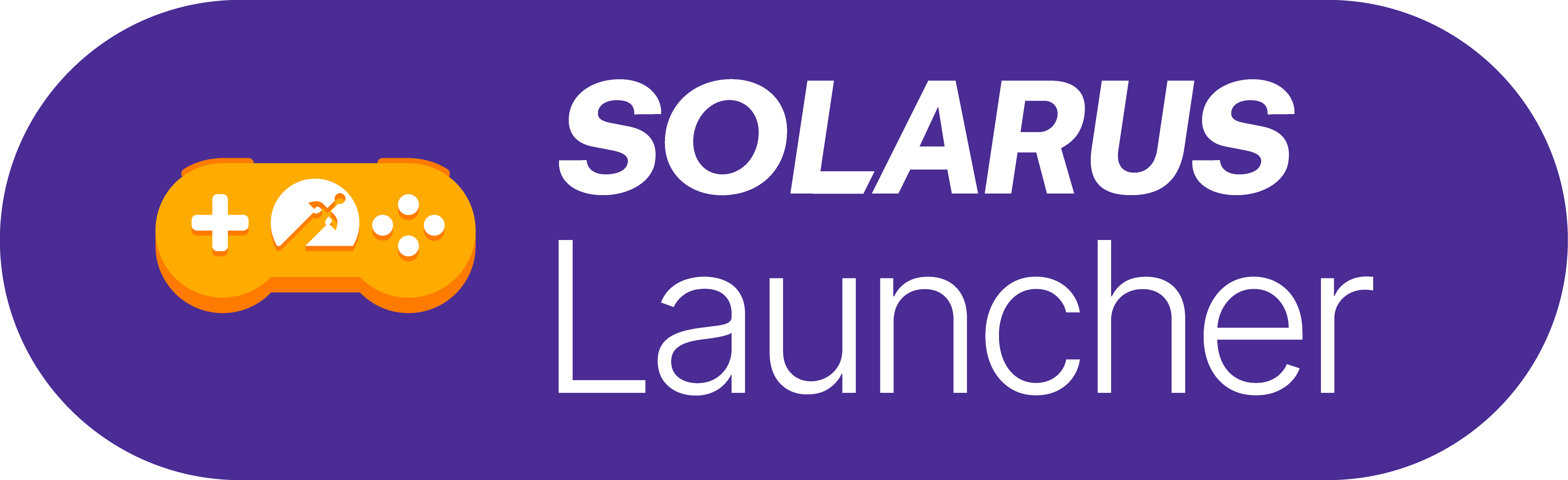
Logo du lanceur de jeu de Solarus

Un lanceur de jeu nommé Solarus Launcher est fourni pour permettre aux joueurs de lancer facilement des jeux faits avec Solarus, sur le même principe qu'un émulateur.

## Histoire
Solarus a été créé à l'origine pour pallier les manques du logiciel RPG Maker dans le domaine des jeux Action-RPG. Christopho, le créateur de Solarus, avait développé sur son temps libre le jeu amateur The Legend of Zelda : Mystery of Solarus avec RPG Maker, et souhaitait refaire son jeu afin d'améliorer la jouabilité. Un moteur basique en C++ a donc été écrit en 2006, spécifiquement pour ce jeu à l'origine. Il a tiré son nom de l'amulette de Solarus, un des éléments de l'intrigue du jeu.
Solarus s'est ensuite progressivement détaché de ses racines liées à The Legend of Zelda afin de se défaire de tout élément potentiellement sous copyright. Le moteur est donc aujourd'hui totalement libre, aussi bien le code (licence GPL v3) que les visuels et les ressources embarquées (licence CC-BY-SA 4.0).
L'association loi de 1901 Solarus Labs a été créée en 2020 afin de soutenir le projet et de recevoir les dons de manière légale.